# Biomagnifikation
Biomagnifikation ist ein Teilaspekt der Bioakkumulation (Anreicherung einer Substanz in einem Organismus durch Aufnahme aus dem umgebenden Medium oder über die Nahrung). Sie beschreibt die Anreicherung von Schadstoffen aus der Umwelt in Lebewesen über die Nahrung. Die Anreicherung von Schadstoffen über die Körperoberflächen von Organismen (Lunge, Kieme, Haut) ist der zweite Teilaspekt der Bioakkumulation und wird als Biokonzentration bezeichnet; dieser Aufnahmepfad ist insbesondere für viele aquatische Lebewesen von Bedeutung, die Stoffe über Kiemen und die Haut aufnehmen.

## Voraussetzungen der Biomagnifikation
Die Biomagnifikation betrifft insbesondere Substanzen, die eine lange biologische Halbwertszeit besitzen, d. h. nur langsam von Lebewesen abgebaut werden und sich aufgrund ihrer chemischen Eigenschaften (siehe Oktanol-Wasser-Verteilungskoeffizient) im Fettgewebe oder z. B. in der Knochensubstanz anreichern. Diese Stoffe akkumulieren hierdurch und können über den kontinuierlichen Stofffluss durch die Nahrungskette in zunehmend höherer Konzentration auftreten.
Dieser Prozess ist im Wesentlichen darauf zurückzuführen, dass die Substanz eines Endglieds der Nahrungskette (z. B. Fischadler) aus sehr viel mehr Biomasse des nächstniedrigeren Nahrungskettenglieds (z. B. Fisch) aufgebaut worden ist und die fettlöslichen (lipophilen) Stoffe im Wesentlichen im fressenden Organismus verbleiben und angereichert (akkumuliert) werden. Wenn beispielsweise ein Fischadler zweimal so viel schadstoffbelastete Fischmasse gefressen hat, wie sein Körpergewicht beträgt, dann kann bei ihm auch die zusätzliche Konzentration des Schadstoffes pro Kilogramm Körpergewicht doppelt so hoch sein wie im Fisch. Einige Schadstoffe werden teilweise ausgeschieden oder biochemisch abgebaut, so dass die Belastung zeitlich begrenzt sein kann. Allerdings können Wechselwirkungen verschiedener Schadstoffe und ihrer Abbauprodukte auftreten. Biomagnifikation ist vor allem bei sehr lipophilen Substanzen sowie für manche Schwermetalle und radioaktive Substanzen bedeutsam, die so gut wie kaum vom Körper abgebaut oder ausgeschieden werden. Bei zunehmender Länge der Nahrungskette wird unter solchen Bedingungen der Bioakkumulationsfaktor zunehmend größer.
Daneben spielt die Anreicherung im Aufbau- und Stützgewebe eine wichtige Rolle. Dies sind bei Wirbeltieren die Knochen und Knorpel.

## Fettlösliche Schadstoffe
Als Paradebeispiel für Biomagnifikation galt lange Zeit das Insektizid DDT, welches zur Bekämpfung von Malaria-Überträgern eingesetzt wird. Es ist stark fettlöslich und wird im Organismus nur sehr langsam in wasserlösliche Verbindungen metabolisiert. Nach einer klassischen, bezüglich der Dateninterpretation allerdings teilweise spekulativen Untersuchung hat sich die DDT-Konzentration vom Zooplankton im Ozean (0,04 ppm) bis zum Endkonsumenten der vermuteten Nahrungskette, dem Fischadler (25 ppm), um das 625fache erhöht. Gemäß diesem Modell ist bei fettlöslichen persistenten Verbindungen für die Endglieder der Nahrungskette die höchste Konzentration und damit die größte Gefährdung zu erwarten. Ein weiteres Beispiel ist die Minamata-Krankheit, die beim Menschen durch Verzehr von Fischen ausgelöst wird, wenn diese über die Nahrungskette mit organischen Quecksilberverbindungen angereichert sind.
Spätere Untersuchungen und Experimente haben allerdings vielfach gezeigt, dass in rein aquatischen Nahrungsketten (vom Wasser über das Plankton bis zu den Fischen) der Vorgang der Biokonzentration, also die direkte Aufnahme der Schadstoffe über die Haut oder Kiemen der Organismen, die quantitativ meist größere Bedeutung als die Biomagnifikation hat. Allerdings stellt sich über diese Oberflächen auch ein gewisses Gleichgewicht ein und bei Absinken der Konzentration im Wasser eine (teilweise allerdings nur moderate) Auswaschung des fettlöslichen Stoffs aus dem Fisch. Wenn fischfressende Vögel eine deutlich höhere Konzentration als Fische oder Wirbellose aufweisen, hängt dies daher auch damit zusammen, dass bei ihnen die Verbindung nicht im gleichen Sinne in einem Austauschgleichgewicht zum umgebenden Medium stehen kann, sondern höchstens über die Ausscheidung teilweise verringert werden kann. Biomagnifikation spielt dafür bei Nahrungsketten auf dem Festland eine bedeutsame Rolle für die Schadstoffanreicherung.

## Konsequenzen
Infolge der Biomagnifikation können die Wirkungen von Giften, Schadstoffen und ihrer Abbauprodukte verheerende Auswirkungen auf die Endglieder der Nahrungskette (einschließlich auf den Menschen) haben, weshalb zahlreiche dieser Verbindungen heutzutage (zumindest in Europa) nicht mehr ausgebracht werden dürfen.

## Sonstiges
Der Begriff Biomagnifikation wird nicht nur auf bewusst eingesetzte Gifte (z. B. chemische Pflanzenschutzmittel) angewendet, sondern z. B. auch auf toxische Substanzen, wie Quecksilber, die passiv oder durch Entsorgung in Gewässer gelangen oder als Altlasten (Kriegsmunition, Abfallablagerung) im Boden vorhanden sind. So akkumuliert Quecksilber in Form des lipophilen Methylquecksilbers im Fischgewebe und bei anschließendem Fischverzehr auch im Menschen.
Im Stoffwechsel ist zu beobachten, dass einige Substanzen durch chemisch ähnliche, aber eigentlich unerwünschte Stoffe ersetzt werden. Radioaktives Cäsium wird bei Pflanzen stark angereichert, weil es sich chemisch ähnlich verhält wie Kalium. Cadmium wird bei Calcium-Mangel als Ersatzstoff aufgenommen.

## Übersichtsliteratur
- Bernd Beek: Bioaccumulation. New Aspects and Developments. The Handbook of Environmental Chemistry Vol. 2. Springer, Berlin 2000
- Karl Fent: Ökotoxikologie. 3. Auflage, Georg Thieme Verlag, Stuttgart 2007, ISBN 3131099933
- Bruno Streit: Lexikon Ökotoxikologie. 2. Auflage, VCH-Wiley, Weinheim 1994